# Simson

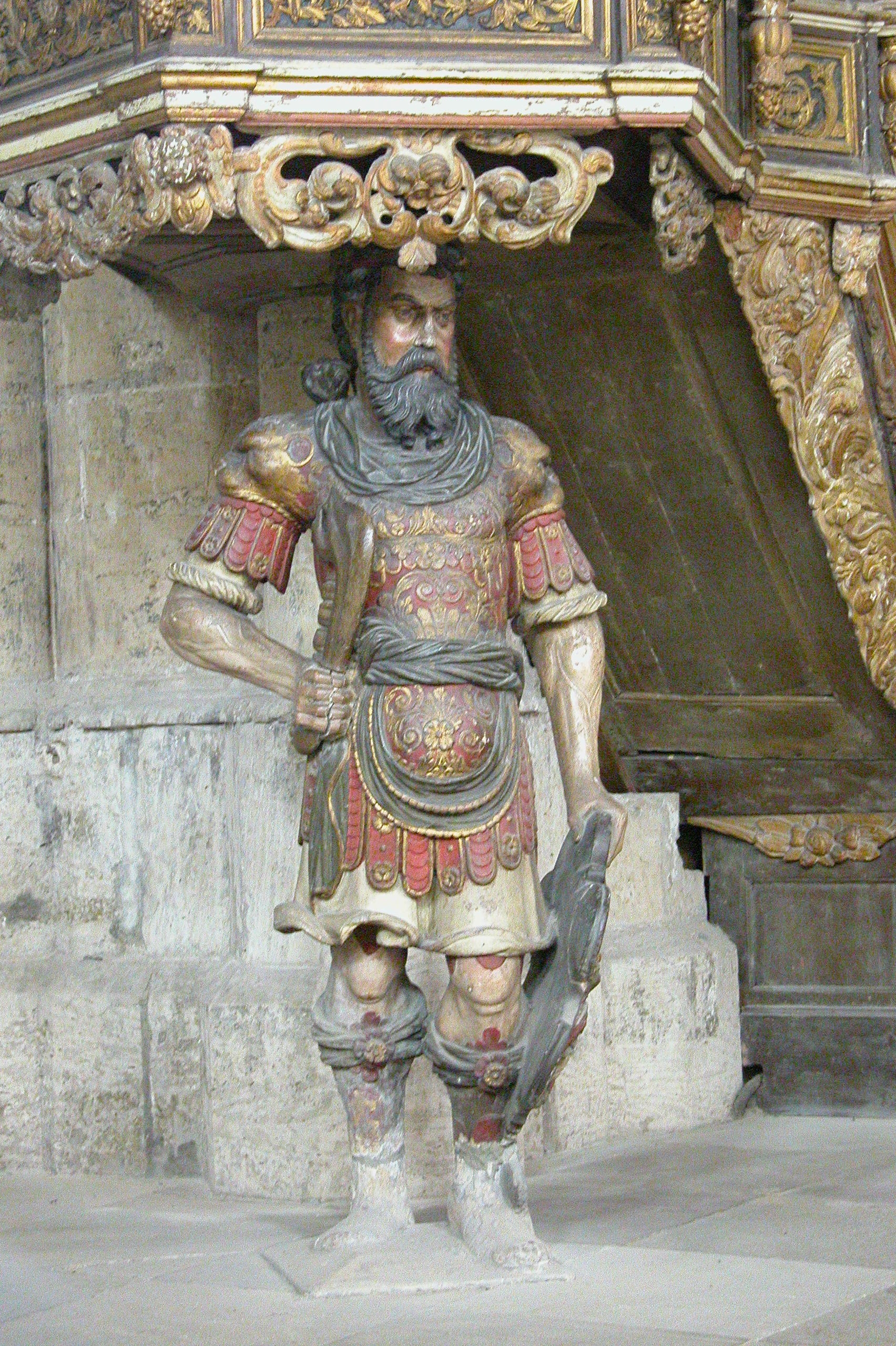
Simsonfigur in der Martinikirche in Halberstadt

Simson oder Samson (hebräisch שִׁמְשׁוֹן Shimshōn) ist eine Gestalt aus dem Buch der Richter des Alten Testaments und Held des israelitischen Stammes Dan. Als ein Auserwählter Gottes (Nasiräer) blieb er durch seine unbezwingbare Stärke für die Philister unbesiegbar, solange er sein Haupthaar ungeschoren ließ, wodurch er die Unterdrücker Israels oftmals besiegte. Erst als er dieses Geheimnis seiner Frau Delila (Dalila) verriet, die es aufgrund von Bestechung an die Philister weitergab, wurde er gefangen genommen, geblendet und geschoren. Als sein Haar wieder wuchs, erlangte er noch einmal seine Kraft und brachte einen Philistertempel zum Einsturz, wodurch er 3000 Philister mit sich in den Tod riss. (Ri 13,1–16,31 )

## Name
Der hebräische Name Shimshōn wird etymologisch in der Regel von hebräisch שֶׁמֶשׁׁ shemesh „Sonne“ abgeleitet. Wegen der Diminutivendung -ōn wäre Shimshōn als „kleine Sonne, Sönnchen“ zu verstehen. In der Septuaginta lautet der Name altgriechisch Σαμψων Sampsōn, hierin unterscheiden sich die beiden Textformen des griechischen Richterbuchs nicht (die ältere entstand um 200 v. Chr. in Alexandria). In der Vulgata liest man Samson.
Martin Luthers Biblia Deudsch von 1545 gibt den Namen mit Simson wieder. Die katholische Tradition bis 1971 (Loccumer Richtlinien) sowie anderssprachige Bibelübersetzungen verwenden oft Samson und richten sich damit nach der Aussprachetradition der Vulgata.

## Simson-Zyklus im Buch der Richter

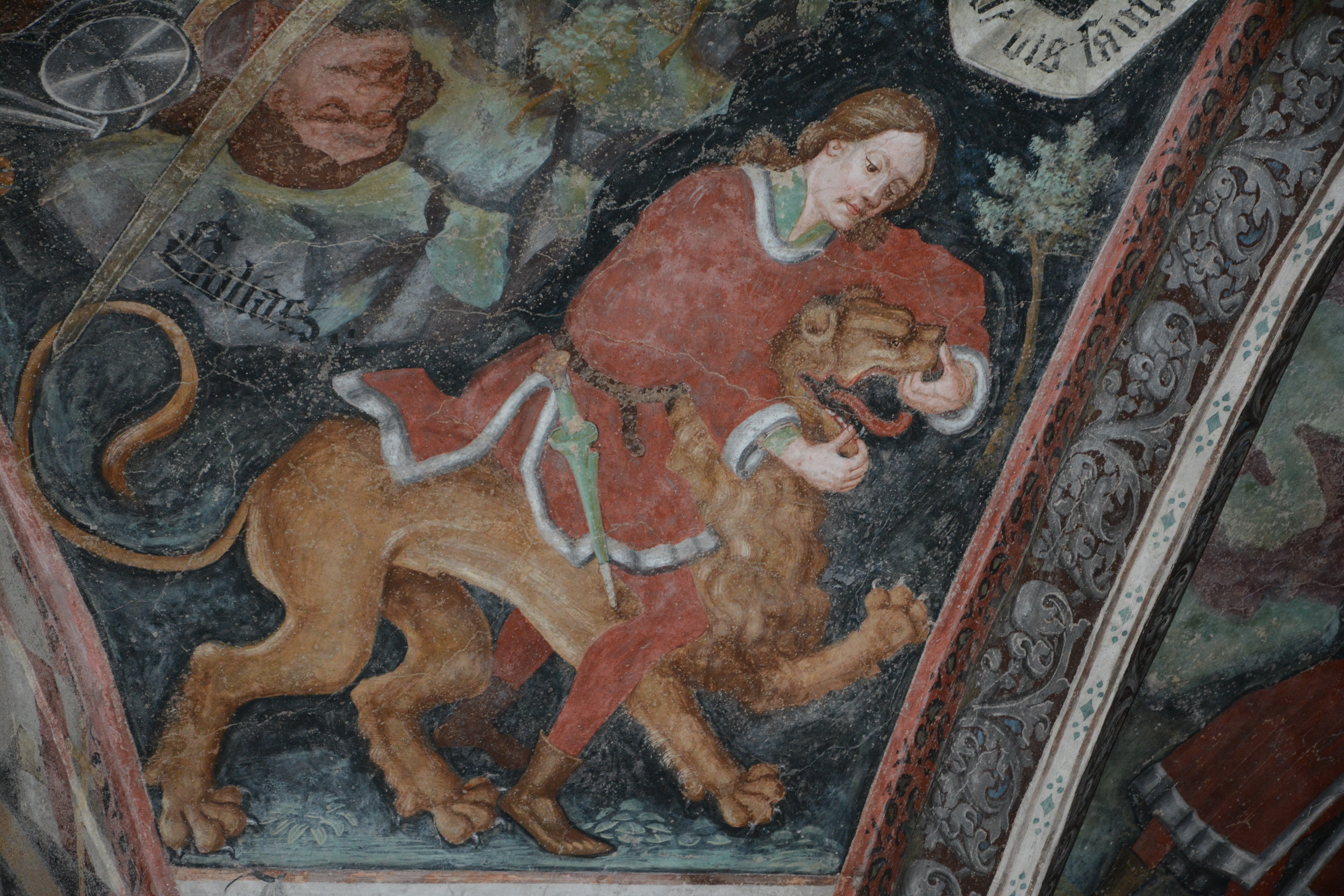
Simsons Kampf mit dem Löwen. Meister Leonhard von Brixen, um 1472

Simson lebte zu einer Zeit, als die Israeliten durch die Philister unterdrückt wurden, weil sie „taten (…) was dem Herrn missfiel“ (Ri 13,1 ). Der Engel des Herrn weissagte der Frau des Israeliten Manoach vom Stamm Dan in Zora, die unfruchtbar war, die Geburt eines Sohnes. In Übereinstimmung mit den Geboten der Nasiräer enthielt sie sich des Weines und anderer berauschender Getränke; die Haare ihres verheißenen Kindes sollten niemals geschoren werden. Simson wurde gemäß den Bestimmungen des Nasiräertums erzogen.
Als er zum Jüngling herangewachsen war, verließ er die heimatlichen Berge und besuchte die Städte der Philister. Dort verliebte sich Simson in die Tochter eines Philisters aus Timna. Er überwand die Einwände seiner Eltern und durfte die Frau heiraten. Auf dem Weg zur Brautwerbung nach Timna entfernt sich Simson von der Begleitung seiner Eltern. Er begegnet einem Löwen: „Da kam der Geist des Herrn über Simson, und Simson zerriss den Löwen mit bloßen Händen, als würde er ein Böckchen zerreißen“ (Ri 14,6 ). Auf der Reise zur Hochzeit findet er im Kadaver einen Bienenstock; er nimmt vom Honig und teilt ihn mit seinen Eltern, ohne dessen Herkunft zu verraten.
Beim siebentägigen Festmahl kam es zu einem Rätselwettstreit zwischen Simson und den dreißig philistinischen Brautbegleitern um einen wertvollen Preis in Form von dreißig Festkleidern und -hemden. Simsons Rätsel allegorisiert das Geheimnis seines Löwenkampfes: „Vom Fresser kommt Speise, vom Starken kommt Süßes“ (hebräisch מֵהָאֹכֵל יָצָא מַאֲכָל וּמֵעַז יָצָא מָתוֹק mēhāˀokhēl yāṣāˀ maˁăkhāl ūmēˁaz yāṣāˀ mātōḳ) (Ri 14,14 ). Drei Tage lang vermochten die anwesenden Philister das Rätsel nicht zu lösen; schließlich bedrohten sie Simsons Braut mit dem Tode, damit sie die Antwort herausfände. Nach ihrem dringlichen und tränenreichen Nachforschen verriet er ihr das Geheimnis, das sie wiederum ihren Stammesgenossen verriet: „Und am siebten Tag sagten die Männer der Stadt zu ihm, bevor die Sonne unterging: Was ist süßer als Honig, und was ist stärker als ein Löwe? Er aber erwiderte ihnen: Hättet ihr nicht mit meiner Kuh gepflügt, dann hättet ihr mein Rätsel nicht erraten'“ (Ri 14,18 ). Da sich Simson nicht in der Lage sah, die von ihm versprochenen Festkleider einzulösen, ging er ins nahe gelegene Askalon und erschlug dort dreißig Männer und raubte deren Festkleider.

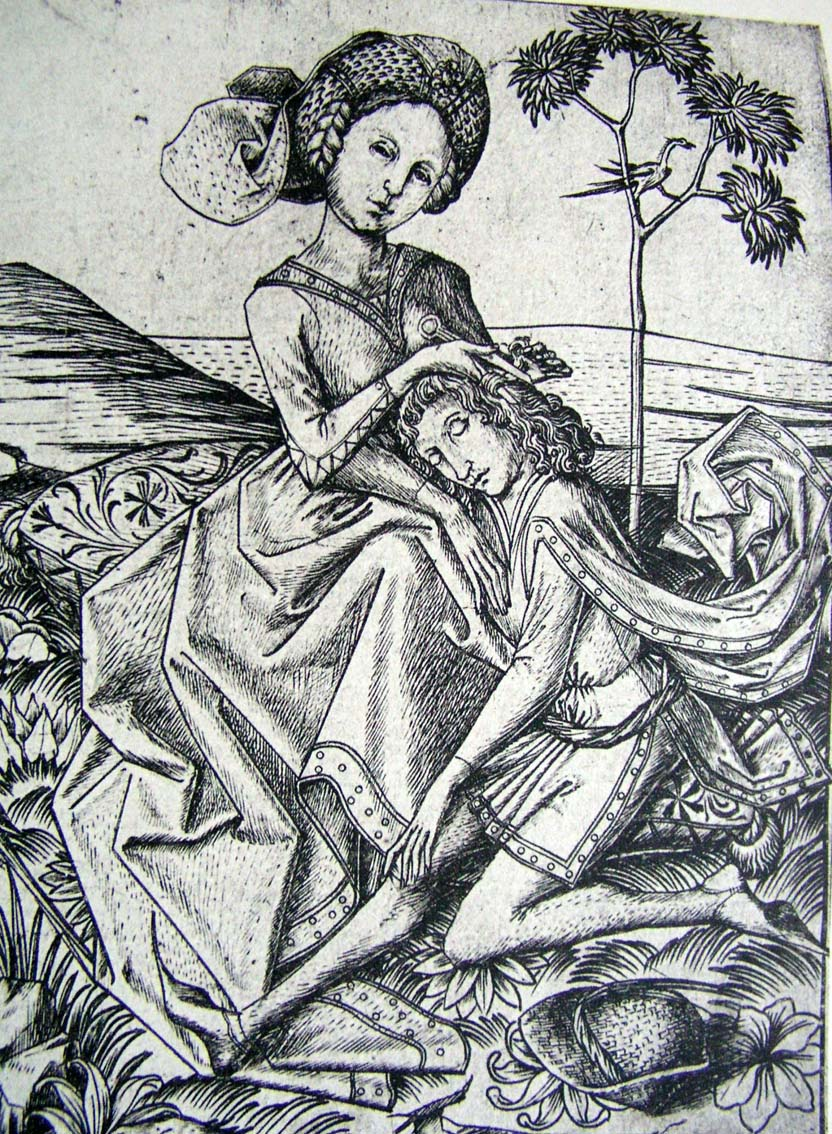
Delila schert Simson die Haare, Meister E. S., 15. Jahrhundert

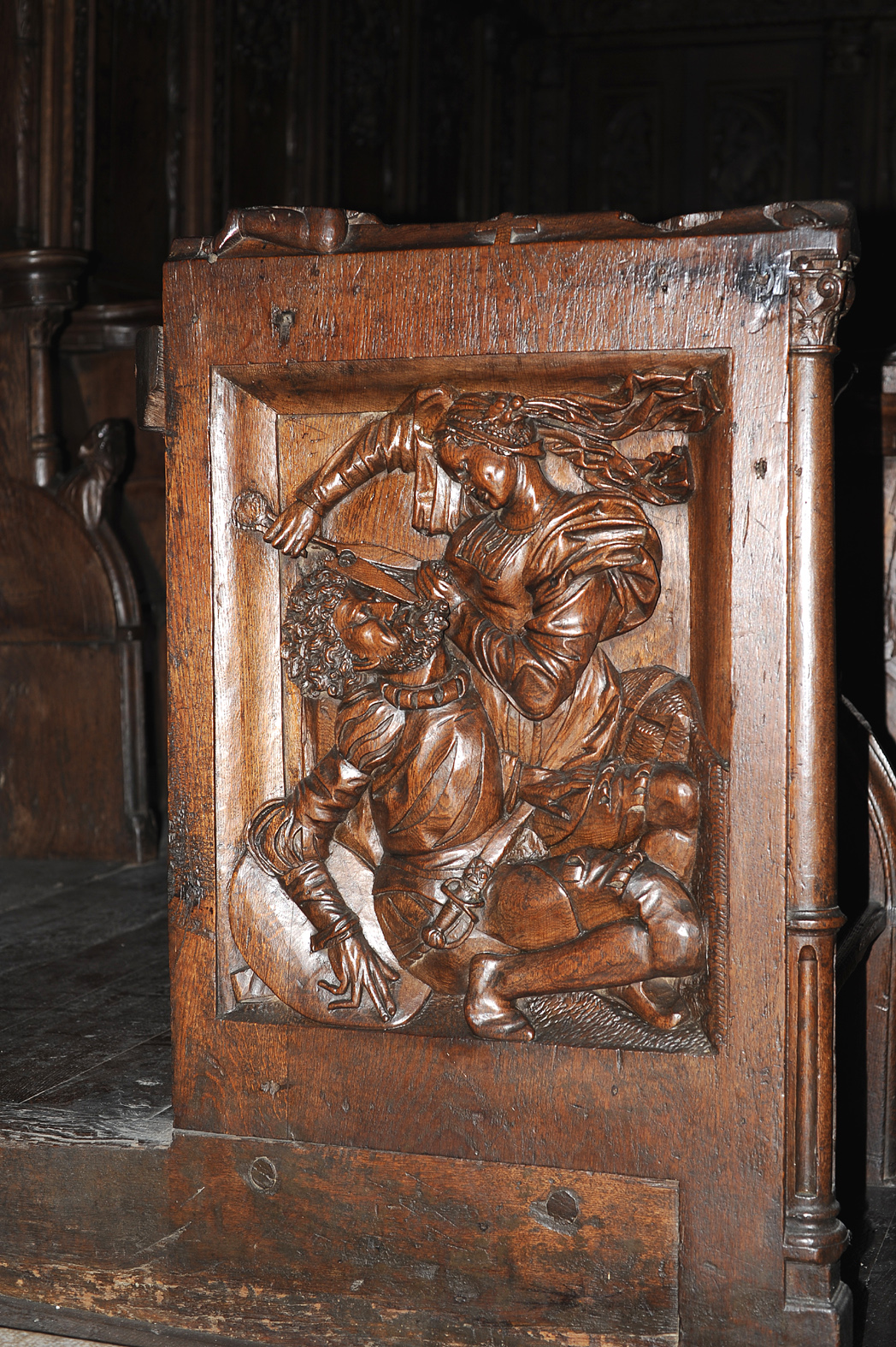
Motiv auf dem Chorgestühl in Montbenoît

Später nach Timna zurückgekehrt, fand Simson seine Frau von ihrem Vater, einem Brauch gemäß, mit dem Bräutigamführer verheiratet. Ihr Vater verbot ihm, sie zu sehen, und schlug Simson stattdessen vor, er möge ihre Schwester heiraten. Simson geriet dadurch in Zorn und trieb eine Horde in Panik versetzter Füchse, deren Schweife in Brand gesteckt waren, durch die Felder der Philister und brannte diese so nieder. Als die Philister erkannten, dass die Ursache dieser Zerstörung in der Wegnahme von Simsons Frau durch deren Vater lag, brannten sie dessen Haus samt Bewohnern nieder. Simson zog sich nach einer Auseinandersetzung mit den Philistern in den Schutz der Felskluft von Etam zurück.

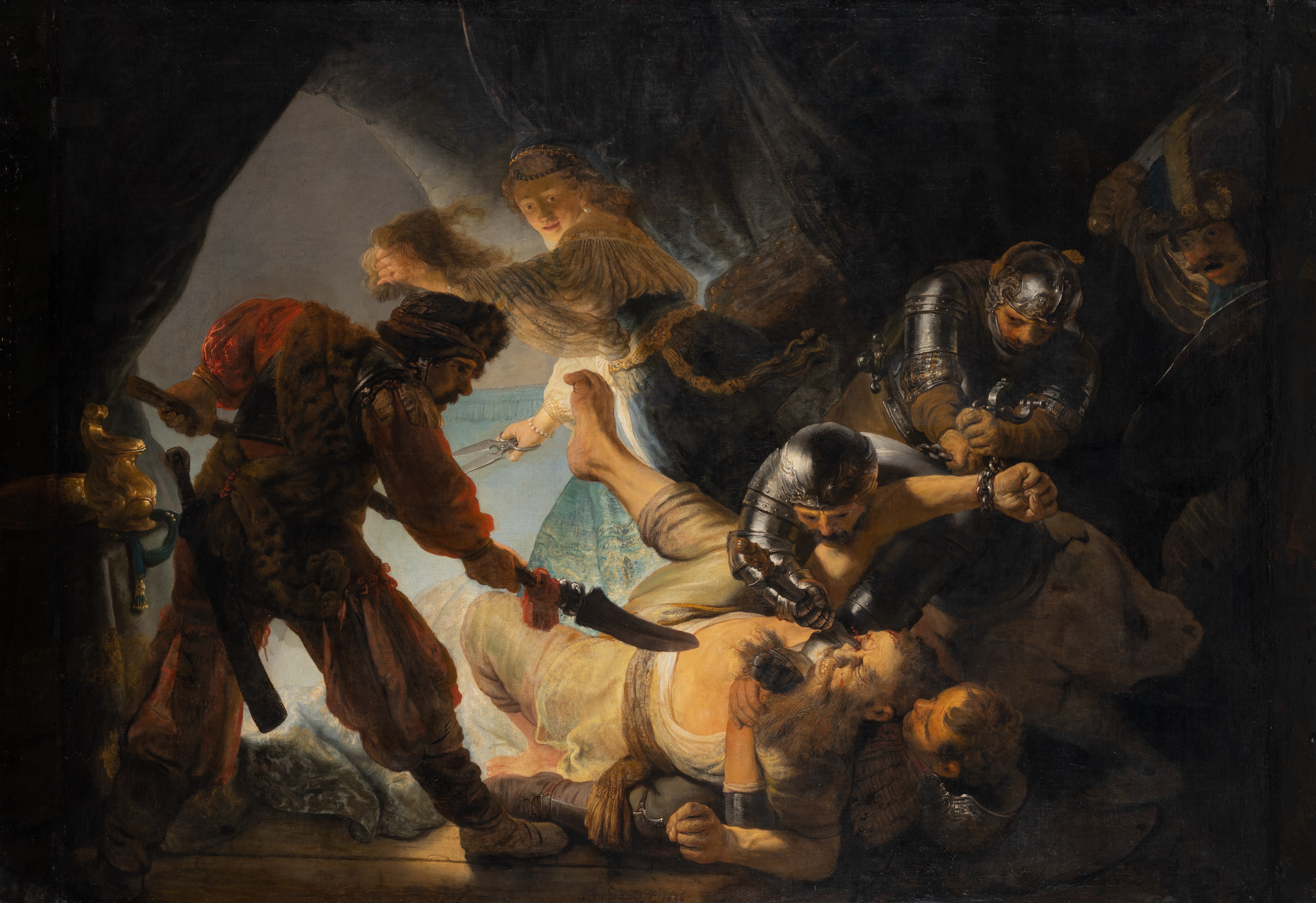
Die Blendung Simsons von Rembrandt van Rijn, 1636, Städel Museum in Frankfurt am Main

Eine Philisterarmee brach auf und verlangte von Judas Bewohnern die Herausgabe Simsons. Daraufhin holten 3000 Männer von Juda Simson, den sie mit dessen Zustimmung mit zwei neuen Stricken banden und auslieferten. Bei der Übergabe zerriss er aber die Seile und erschlug mit dem Kieferknochen eines Esels sodann 1000 Philister. Anschließend war Simson zwanzig Jahre lang Israels Richter.
Das Buch der Richter beschreibt in Kapitel 16 das schicksalhafte Ende des Simson. Er begab sich nach Gaza und verliebte sich in Delila am Bache Sorek. Die Philister drängten Delila, das Geheimnis der Stärke Simsons herauszufinden. Schließlich erfuhr sie, dass diese in seinem Haar gründete, und sie verriet ihn. Simson wurden seine Haare abgeschoren und daraufhin wurde er durch die Philister gefangen genommen, geblendet und als Blinder zum Mahlen von Getreide eingesetzt, eigentlich eine typische Arbeit weiblicher Sklaven, die für Männer als besonders entehrend galt (vgl. Jes 47,2 ).
Als sich einmal 3000 Philister in der großen Halle ihres Hauses versammelten (gemeint ist der Tempel, in Analogie zur hebräischen Bezeichnung Bajit [בַּיִת ‚Haus‘] für den Jerusalemer Tempel), ließen sie Simson holen, um sich an dem hilflosen Gefangenen zu belustigen. Simsons Ende wird in der Bibel wie folgt beschrieben:

„27 Das Haus aber war voller Männer und Frauen. Es waren auch alle Fürsten der Philister da und auf dem Dach waren etwa dreitausend Männer und Frauen, die zusahen, wie Simson seine Späße trieb.

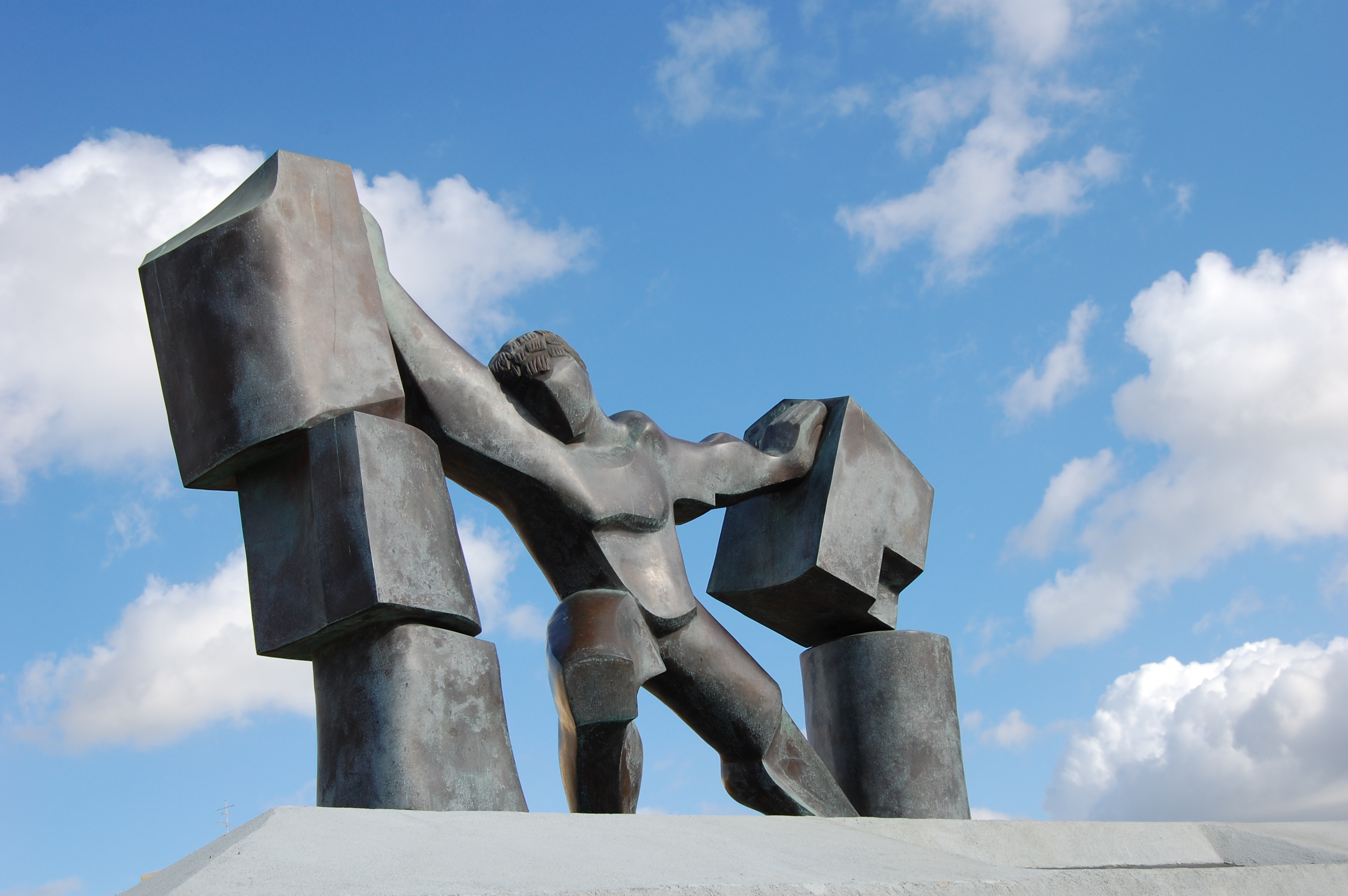
Aschdod: Statue «Simson der Held» die Säulen des Philistertempels stürzend, 2008 von Baruch Wind, Photo 2009

28 Simson aber rief den Herrn an und sprach: Herr Herr, denke an mich und gib mir Kraft, Gott, noch dies eine Mal, damit ich mich für meine beiden Augen einmal räche an den Philistern.
29 Und er umfasste die zwei Mittelsäulen, auf denen das Haus ruhte, die eine mit seiner rechten und die andere mit seiner linken Hand, und stemmte sich gegen sie
30 und sprach: Ich will sterben mit den Philistern! Und er neigte sich mit aller Kraft. Da fiel das Haus auf die Fürsten und auf alles Volk, das darin war, sodass es mehr Tote waren, die er durch seinen Tod tötete, als die er zu seinen Lebzeiten getötet hatte.“

## Rezeption, Deutung und Wertung des Simsonmythos
Simson gilt als zwiespältige Gestalt, die im Judentum und in der christlichen Theologie von verschiedenen Autoren sehr unterschiedlich beurteilt worden ist. Manche heben eher seine großen Taten, manche eher seine Sünden hervor. Im Brief an die Hebräer 11,32–34  wird er in einem Zug mit großen Glaubensmännern wie David, Samuel und den Propheten genannt.
Hinweise auf ältere Vorbilder aus dem altorientalischen Kulturraum existieren, beispielsweise zeigen „[…] Rollsiegelbilder[n] des 3. Jahrtausends einen Helden mit Löwenhaut, Bogen und Keule, der Ungeheuer überwindet, Löwen, Drachen, Raubvogel; man identifiziert ihn entweder als Ninurta oder Ningirsu, Sohn des Sturmgottes Enlil“. Parallelen zu anderen mythischen Heroen wie Ödipus, Herakles und Achilles, aber auch zum Drachentöter Siegfried der nordischen Mythologie tun sich auf.

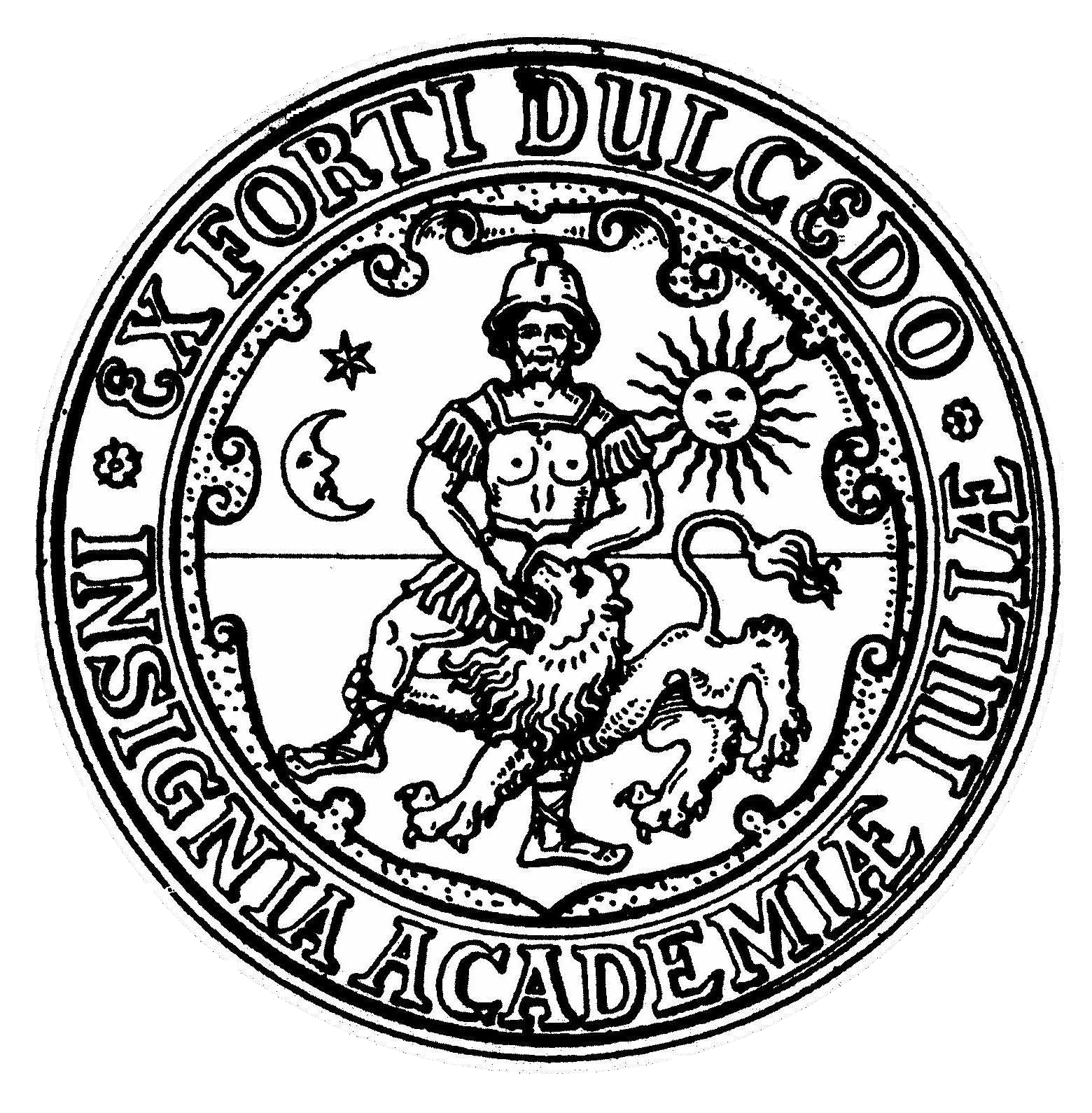
Der Löwenkampf im Siegel der ehemaligen Universität Helmstedt

Der Kampf Simsons mit dem Löwen ist in der frühchristlichen und mittelalterlichen Kunst ein beliebtes Bild für Christus, der den Tod in der Gestalt des Löwen besiegt, und zugleich eine Allegorie des Starkmutes (Stärke). Das Pariser Glasfenster Simsons Kampf mit dem Löwen wird heute im Musée national du Moyen Âge ausgestellt. Die ehemalige Universität Helmstedt zeigt in ihrem Wappen diesen Kampf.
Die Darstellung von Simson und Delila taucht in der nordeuropäischen Kunst zunächst als moralisches Lehrbild auf, z. B. in der Holzschnittfolge der Liebestorheiten von Hans Burgkmair. Das zunächst in der Grafik und der dekorativen Kunst verbreitete Sujet wurde dann in der ersten Hälfte des 16. Jahrhunderts erstmals nördlich der Alpen von Lucas Cranach d. Ä. in die Malerei übertragen.
Die Tiefenpsychologie sieht in Simson unter anderem den Konflikt um den Mutterkomplex im Rahmen des archetypischen Heldenmythos. Der Jung-Schüler Erich Neumann typisiert ihn im Rahmen einer Ursprungsgeschichte des Bewußtseins als scheiternden „Freiheits-Sonnenhelden“: „Der JHWH geweihte Schimschon verfällt mit seiner Triebhaftigkeit der Dalila-Astarte: Sein Schicksal erfüllt sich darauf, es heißt: Haarabscherung, Blendung und Verlust der JHWHkraft“. Dies entspricht der „oberen Kastration“ als Verlust der geistigen Männlichkeit des sich in der Auseinandersetzung mit der Großen Mutter (Dalila-Astarte) entwickelnden männlichen Prinzips. Simsons Schicksal entspricht der archetypischen Entwicklung des Heros auf der Stufe der „Muttertötung“, dem „Kampf mit dem Drachen“. Sein Selbstopfer kündigt den Sieg des patriarchalen JHWH-Prinzips an.
Der Germanist Bernhard Greiner rekonstruiert die Simson-Rezeption als „Urszene interkulturellen Konflikts“ und Modell jüdischen Schicksals in der Literatur des 20. Jahrhunderts insbesondere im Werk Elias Canettis.
In dieser Tradition steht auch David Grossmans Löwenhonig: Grossman deutet Simson nicht zuletzt als Prototyp eines Selbstmordattentäters. Diese vor allem im Zuge der Terroranschläge des 11. September 2001 aufkommende Deutung vertieft Arata Takeda in Anknüpfung an die militärtheoretische Diskussion um Terrorismus als Strategie der asymmetrischen Kriegführung und im Vergleich mit der frühneuzeitlichen Verarbeitung des Simsonmythos in John Miltons dramatischem Gedicht Samson Agonistes.

### Simsonfiguren in der heutigen Zeit

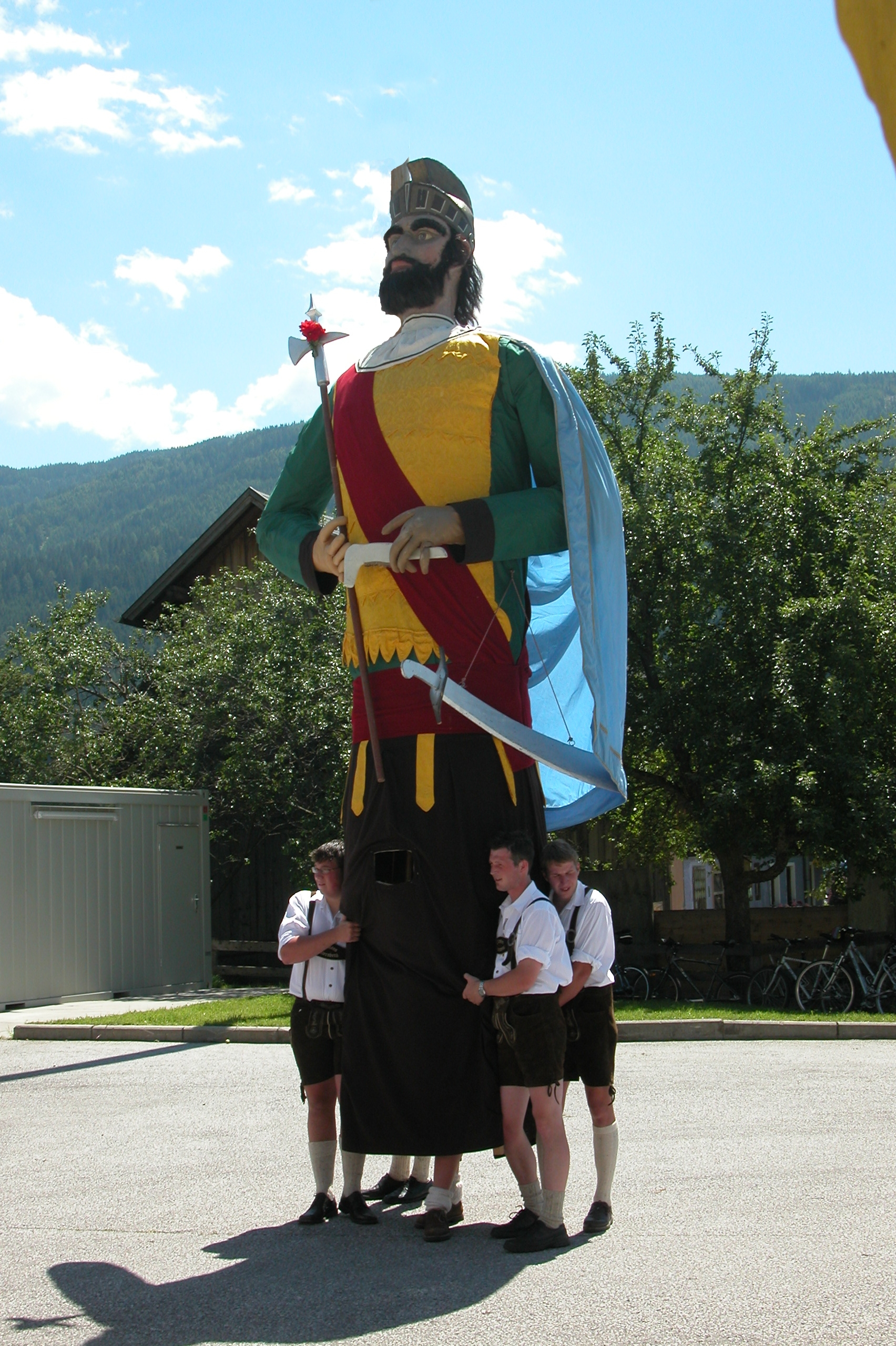
Der Riese Simson aus Unternberg im Lungau

Im inneralpinen Raum gibt es zwölf Samsonfiguren, zehn im Salzburger Lungau und zwei Vertreter davon in der Steiermark. Eine weitere dieser Riesenfiguren tritt bei dem Stadtfest Ducasse d’Ath in Ath, Belgien auf.
Da Simson laut Altem Testament mit einem Eselunterkieferknochen bei Lehi tausend Philister erschlagen haben soll, trägt nahezu jeder Lungauer Simson einen solchen Kieferknochen bei sich. Viele Mythen, Legenden und Vermutungen ranken sich nunmehr um die Riesenfigur. Durch die Jahresabrechnungen der Corporis-Christi-Bruderschaft von Tamsweg aus der Zeit von 1720 bis 1769, in denen auch die Entlohnung an „Essen und Trunk“ für den Träger angeführt ist, können diese Riesenfiguren für diesen Zeitraum nachgewiesen werden.
In Villingen-Schwenningen im Schwarzwald bildeten sich viele Sagen um den Villinger Samson namens Romäus, einem gewaltigen Villinger Söldner, der u. a. aus der benachbarten, rivalisierenden Stadt Rottweil die Stadttore gestohlen und nach Villingen auf einen Berg getragen haben soll, wie einst Samson in der Stadt Gaza deren Stadttore raubte und auf den Berg Hebron trug (Ri 16,1–3).

### Werkübersicht der Rezeption
- Bauwerke und Bildhauerei:

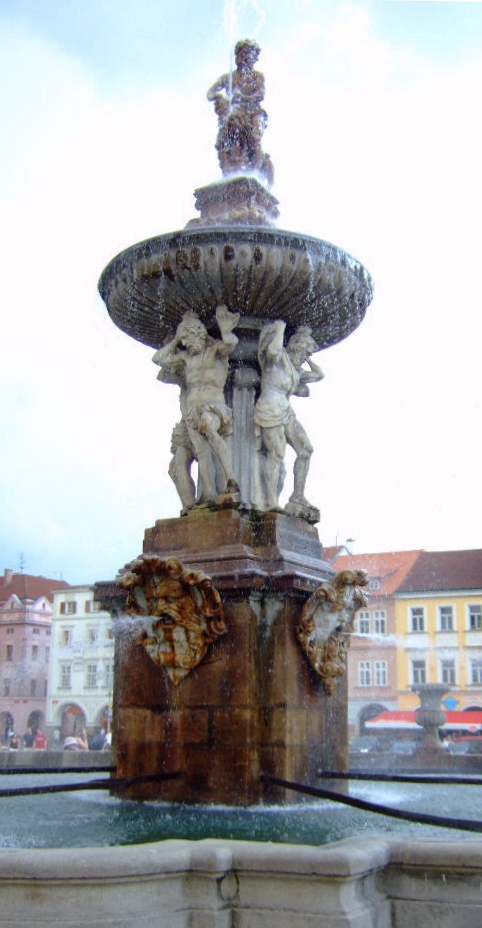
Samsonbrunnen in Budweis

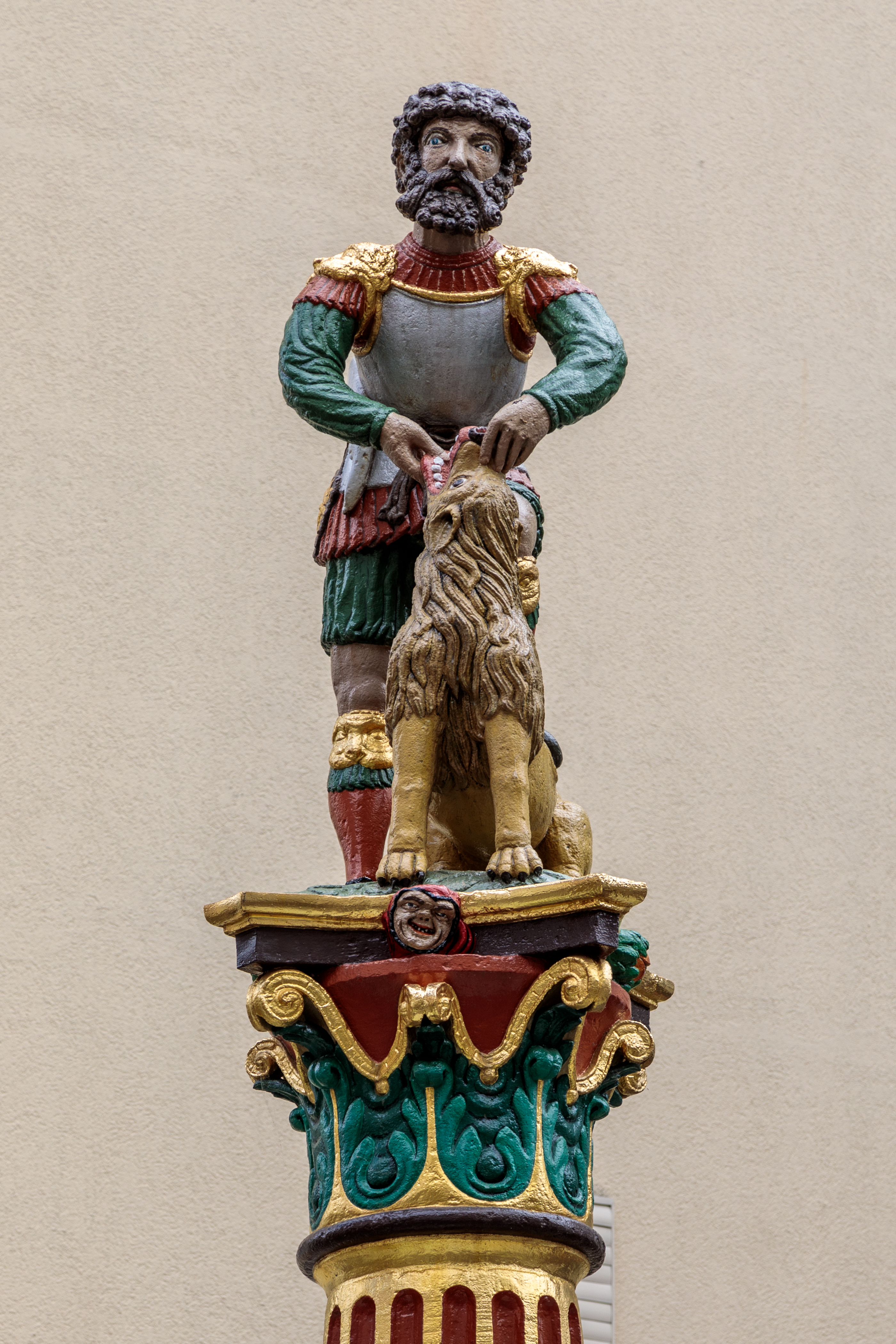
Simsonbrunnen in Solothurn

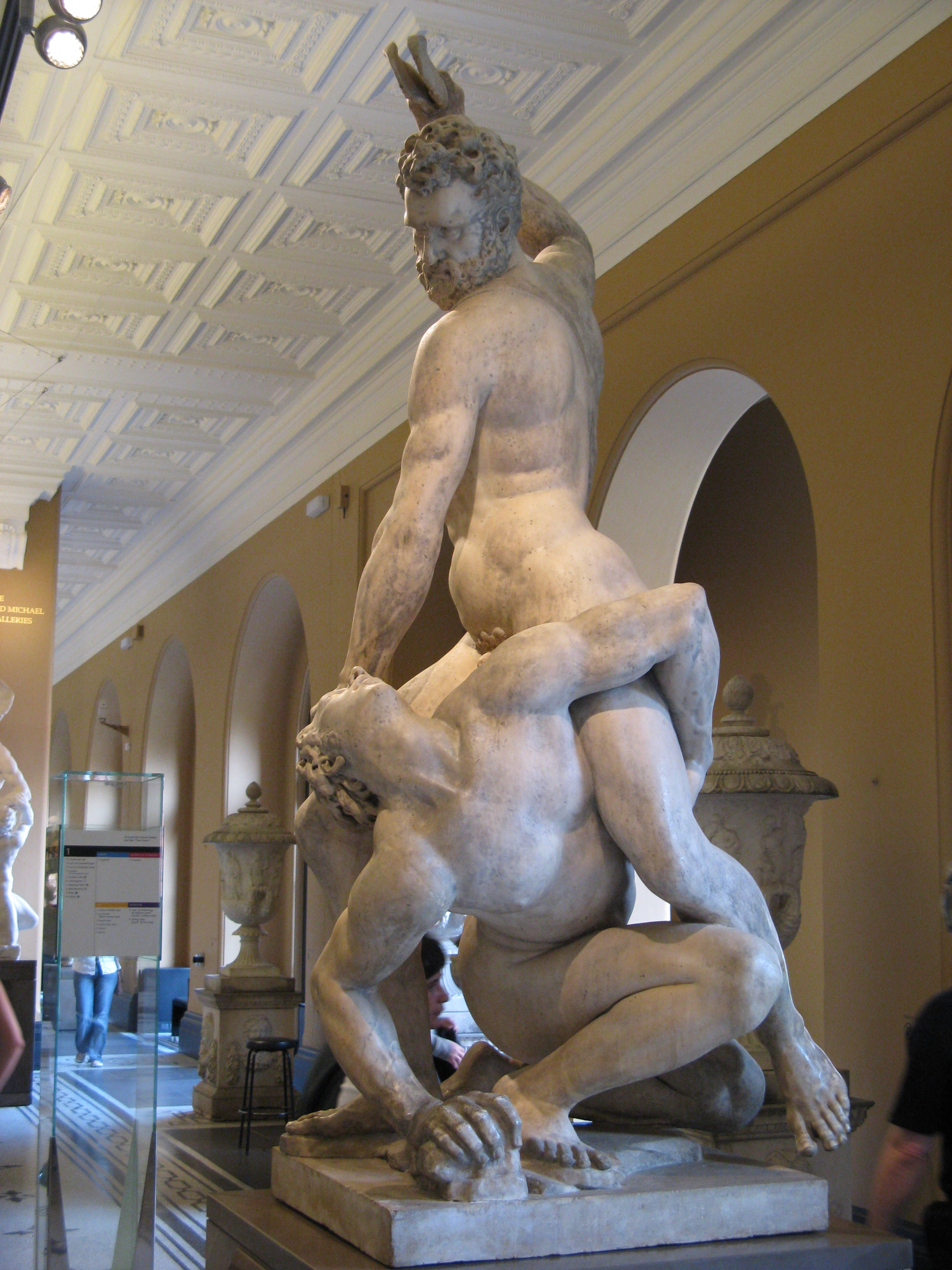
Giambologna: Samson erschlägt einen Philister
Victoria and Albert Museum, London

  - Simsonbrunnen bzw. Samsonbrunnen, diverse Bauwerke
  - Samson erschlägt einen Philister, Skulptur von Giambologna
  - Samson gegen die Philister und Samson und Dalia, Relief um 1600, Original im Landesamt für Denkmalpflege Bremen und Kopie an der Stadtwaage Bremen
  - Simson mit den Stadttoren, Relief von Sem Schlör, 1586/1587, Stuttgart, Städtisches Lapidarium
- Bildwerke:
  - Lucas Cranach der Jüngere: Samson und Delilah (ca. 1537), Dresden, Gemäldegalerie Alte Meister
  - Andrea Mantegna: Samson und Delilah (ca. 1480), London, National Gallery
  - Peter Paul Rubens: Samson und Delilah (ca. 1609), London, National Gallery
  - Rembrandt van Rijn: Samson und Delilah (ca. 1626), Berlin, Gemäldegalerie (Berlin)
  - Rembrandt van Rijn: Samson bedroht seinen Schwiegervater, 1635, Berlin, Gemäldegalerie (Berlin)
  - Rembrandt van Rijn: Samsons Hochzeit, 1638, Dresden, Gemäldegalerie Alte Meister
  - Carl Bloch: Simson in der Mühle bei den Philistern, 1863, Kopenhagen, Statens Museum for Kunst
  - Gioacchino Assereto: Die Blendung Samsons, um 1640, Museu Nacional d’Art de Catalunya, Barcelona
  - Anselm Feuerbach: Die Verhaftung des Samson (ca. 1848), Hamburg, Hamburger Kunsthalle
  - Max Liebermann: Simson und Delila, 1902, Frankfurt, Städelsches Kunstinstitut
  - Lovis Corinth: Der geblendete Samson, 1912, Berlin, Staatliche Museen zu Berlin, Nationalgalerie
  - Lovis Corinth: Die Blendung Simsons. 1907, Mainz, Landesmuseum Mainz, GDKE
- Schriftwerke:
  - Der englische Dichter John Milton veröffentlichte 1671 den Samson Agonistes als dramatische Zugabe zu seinem Werk Das wiedergewonnene Paradies (im Original Paradise regain’d); es zeigt Samsons Ende als Sklave bei den Philistern und seinen letzten Kampf (Agonie). Diese Dichtung ist Grundlage des Oratoriums von Händel.
  - Frank Wedekinds dramatisches Gedicht Simson oder Scham und Eifersucht wurde 1914 veröffentlicht und uraufgeführt.
- Musikalische Werke:
  - Jean-Philippe Rameau: Samson, Tragödie von 1733
  - Georg Friedrich Händel: Samson, Oratorium, 1742
  - Joachim Raff: Samson, Oper 1853–1857
  - Camille Saint-Saëns: Samson et Dalila, Oper, zwischen 1868 und 1877
  - Middle of the Road: Samson and Delilah aus dem Album Acceleration, 1972
  - Ike & Tina Turner: Delilah's Power aus dem gleichnamigen Album, 1977[15]
  - Procol Harum: As Strong as Samson aus dem Album Exotic Birds and Fruit, 1974
  - Regina Spektor: Samson, das dritte Lied des 2006 erschienenen Albums Begin to hope, Singleauskopplung 2007
  - Woven Hand: Maize, 2012
  - Leonard Cohen: Samson in New Orleans, 2014
  - Pixies: Gouge Away, 1989

- Filmwerke:
  - Samson und Delilah, Monumentalfilm, USA 1949, Regie: Cecil B. DeMille
  - Samson, Polen 1961, Regie: Andrzej Wajda
  - Herkules im Netz der Cleopatra (Sansone), Sandalenfilm, I 1961, Regie: Gianfranco Parolini, Darsteller: Brad Harris als Samson (auch wenn der deutsche Verleihtitel irreführend ist)
  - Herkules, Samson und Odysseus (Ercole sfida Sansone), Sandalenfilm, I 1963, Regie: Pietro Francisci, Darsteller: Richard Lloyd als Samson
  - Gideon und Samson (1966)
  - Samson: Biceps of Steel, GB 1980
  - Samson und Delila, USA 1984
  - Die Bibel – Samson und Delila, Bibelfilm, Deutschland, Italien, USA 1996, Regie: Nicolas Roeg
  - Samson and Delilah, Niederlande 2007, Regie: Corina van Eijk
  - Samson – Der Auserwählte, Der Verratene, Der Triumphator, USA 2018, Darsteller: Taylor James, Jackson Rathbone, Billy Zane, Caitlin Leahy